# Murrhardt
Murrhardt település Németországban, azon belül Baden-Württembergben. Lakosainak száma 14 248 fő (2023. december 31.).

## Népesség
A település népessége az elmúlt években az alábbi módon változott:
| Lakosok száma | 13 563 | 14 331 | 14 006 | 14 033 | 13 924 | 14 180 | 14 248 |
|               | 1975   | 2013   | 2017   | 2019   | 2021   | 2022   | 2023   |